# Adil Aouchiche
Adil Aouchiche, född 15 juli 2002, är en fransk fotbollsspelare som spelar för Sunderland.

## Klubbkarriär
Aouchiche kom till Paris Saint-Germain 2014. Han debuterade i Ligue 1 den 30 augusti 2019 i en 2–0-vinst över Metz. Aouchiche gjorde sitt första mål den 5 januari 2020 i en 6–0-vinst över Linas-Montlhéry i Coupe de France. Han blev då PSG:s näst yngste målskytt genom tiderna, endast slagen av Bartholomew Ogbeche.
Den 20 juli 2020 värvades Aouchiche av Saint-Étienne, där han skrev på ett treårskontrakt. Aouchiche debuterade den 30 augusti 2020 i en 2–0-vinst över Lorient. Den 1 september 2022 värvades Aouchiche av Ligue 1-klubben Lorient, där han skrev på ett fyraårskontrakt.
Den 1 september 2023 värvades Aouchiche av Sunderland, där han skrev på ett femårskontrakt.

## Landslagskarriär
Vid U17-Europamästerskapet 2019 i Irland gjorde Aouchiche 9 mål på 5 matcher då Frankrike tog sig till semifinal. Han gjorde bland annat ett hattrick i en gruppspelsmatch mot Sverige och fyra mål i kvartsfinalen mot Tjeckien. Aouchiche slog rekordet för flest gjorda mål i ett U17-Europamästerskapet som tidigare hölls av landsmännen Odsonne Édouard och Amine Gouiri.